# Морејска деспотовина
Морејска деспотовина је држава која је постојала у оквиру Византије и којом је управљао један од принчева са деспотском титулом. Обухватала је данашњи Пелопонез са центром у Мистри, а Турци су је освојили 1460. године.

## Назив
Морејска деспотовина је добила назив по средњовековном називу за Пелопонез који је гласио Мореја.
Према народној етимологији, назив су му дали крсташи јер је било густо обрасло дудовим дрвећем (грч. Μωρέας или Μωριάς) које се користило у производњи свиле која је тада цветала. Пошто су ту живели и Словени, могућа етимологија, као и у случају Морлака је од мора. Такву етимологију ове речи, иако словенофоб, је заступао и тиролски путник, новинар, политичар и историчар Jakob Philipp Fallmerayer..

## Историја Морејске деспотовине
Морејска деспотовина настаје 1259. године када Михајло VIII побеђује и заробљава хајског кнеза Вилијама II Вилердена у Пелагонијској бици. Вилијам је пуштен из заробљеништва уз велики откуп и предају дела територија на истоку Пелопонеза. Од тих новоприпојених поседа створена је претеча Морејске деспотовине на чијем челу се налазио војни заповедник који је постављан на период од годину дана. Такво стање се задржало до 1308. године од када управљање над областима постаје доживотно, а уместо стратега на положај ступају блиски чланови царске породице.
Јован VI Кантакузин постаје византијски цар 1347. године и за свог наследника и савладара одређује свог првог сина Матију Кантакузина. Свом другом сину Манојлу додељује титулу деспота и поставља га на чело поседа на Пелопонезу који се од тада називају Деспотовина Мореја. Грађански рат између Палеолога и Кантакузина дефинитивно се окончао 1383. године када Палеолози преузимају контролу над Морејском деспотовином. Крајем 14. и у првој половини 15. века морејски деспоти уништавају остатке крсташких држава на југу данашње Грчке. Међутим само три године након што је Константин Драгаш уништио остатке Ахајске кнежевине 1443. године, турски султан Мурат II уништава бедеме на Коринтском земљоузу чиме отвара пут турском освајању Пелопонеза. Његов наследник Мехмед II 1460. године осваја Мистру и уништава Морејску деспотовину, а са њом и последње остатке византијске власти на Балкану

## Морејски владари
- Михајло Кантакузин (1308—1316)
- Андроник Асен (1316—1322)
- Манојло Кантакузин (1348-?)
- Михајло Кантакузин Асен ?
  - Андрија Кантакузин Асен (?-1354)
- Манојло Кантакузин (1354—1380) (друга владавина)
- Матија Кантакузин (1380—1383)
- Димитрије I Кантакузин (1383)
- Теодор I Палеолог (1383—1407)
- Теодор II Палеолог (1407—1443)
- Константин XI Палеолог Драгаш (1428—1449)
  - Тома Палеолог (1428—1460)
  - Димитрије Палеолог (1449—1460)